# Władimir Dwojczenko
Władimir Awramowicz Dwojczenko, ros. Владимир Аврамович Двойченко (ur. ?, zm. przed 1941 w Santanderze) – rosyjski wojskowy (pułkownik), ochotnik wojsk gen. Francisco Franco podczas hiszpańskiej wojny domowej.
Ukończył szkołę kawaleryjską w Jelizawetgradzie. Brał udział w I wojnie światowej jako rotmistrz Krymskiego Pułku Konnego. W lutym 1918 r. wstąpił do 1 Samodzielnej Brygady Rosyjskich Ochotników gen. Michaiła G. Drozdowskiego. Uczestniczył w marszu Jassy-Don. W wojskach Białych objął dowództwo szwadronu jednego z dywizjonów kawalerii. Od jesieni 1919 r. w stopniu pułkownika dowodził Tawriczewskim Dywizjonem Konnym w składzie Czeczeńskiej Dywizji Konnej. W poł. listopada wraz z wojskami białych ewakuował się z Krymu do Gallipoli. W 1937 r. wstąpił ochotniczo do armii gen. Francisco Franco. Służył w Batalionie „Nawarra”, który walczył w rejonie Badajoz. Awansował do stopnia sierżanta, a następnie chorążego. Za odwagę został odznaczony medalem wojskowym.